# Antoine Victor d'Autriche
Antoine Victor de Habsbourg-Lorraine, archiduc d'Autriche, prince de Hongrie, de Bohême, né à Florence le 31 août 1779, et décédé à Vienne le 2 avril 1835, est un archiduc d'Autriche. Il est le huitième fils de l'empereur Léopold II du Saint-Empire et de l'impératrice née Marie-Louise d'Espagne, tous deux décédés en 1792. Il est également le frère de l'empereur François Ier d'Autriche.
Après la mort de son oncle Maximilien-François, archevêque de Cologne en 1801, l'archiduc Antoine est élu archevêque de Cologne et prince-évêque de Münster.
Cependant, la rive gauche du Rhin étant département français en vertu du Traité de Lunéville, il ne règne véritablement que sur une partie de la Westphalie et de Münster.
Lors du recès d'Empire qui intervient l'année suivante en 1802, ses territoires restants sont sécularisés et l'archiduc retourne à Vienne.
Il devient grand maître de l'ordre Teutonique à partir de 1804.
En 1816-1818, il est aussi vice-roi du royaume lombard-vénitien.

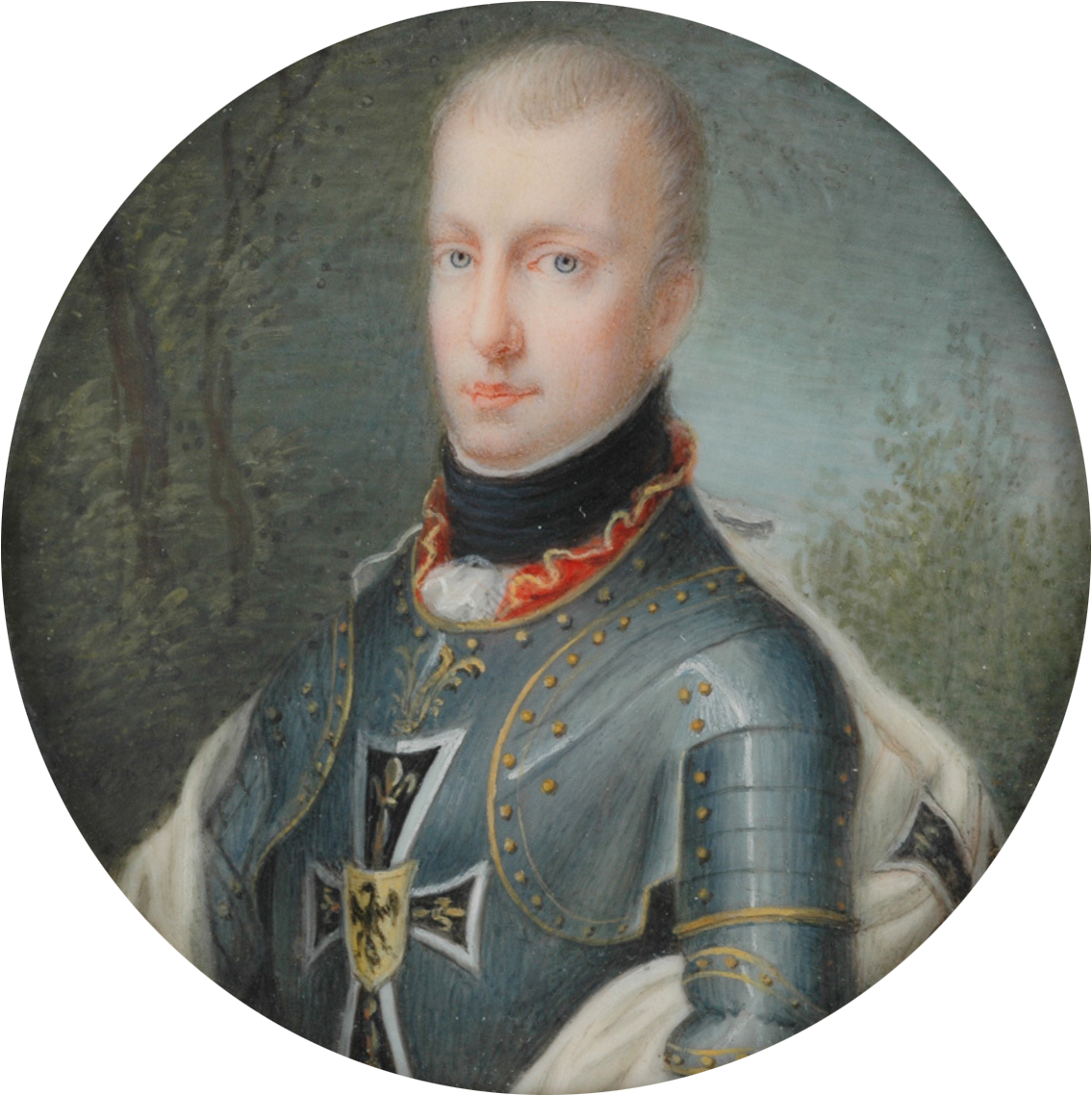
Sur une miniature de Carl Ludwig Hummel en 1805.